# Chefredaktør
En chefredaktør er leder af redaktionen på en avis, et magasin, en tv-station eller et andet medie.
Visse større aviser har mere end én chefredaktør. Ifølge Medieansvarsloven skal der dog være én, og kun én, ansvarshavende chefredaktør. Den ansvarshavende chefredaktør har dermed det overordnede ansvar for avisens indhold.
På mange mindre aviser er den ansvarshavende chefredaktør også administrerende direktør for det selskab, der udgiver avisen, men større aviser godt kan have flere chefredaktører – udover den ansvarshavende chefredaktør – f.eks. en administrerende chefredaktør (som så oftest også vil være avisens administrerende direktør) og/eller en journalistisk chefredaktør.
Chefredaktører har normalt en journalistisk baggrund, men har ansvaret for både redaktionelt indhold (artikler, illustrationer) og annoncer.